# Flipper

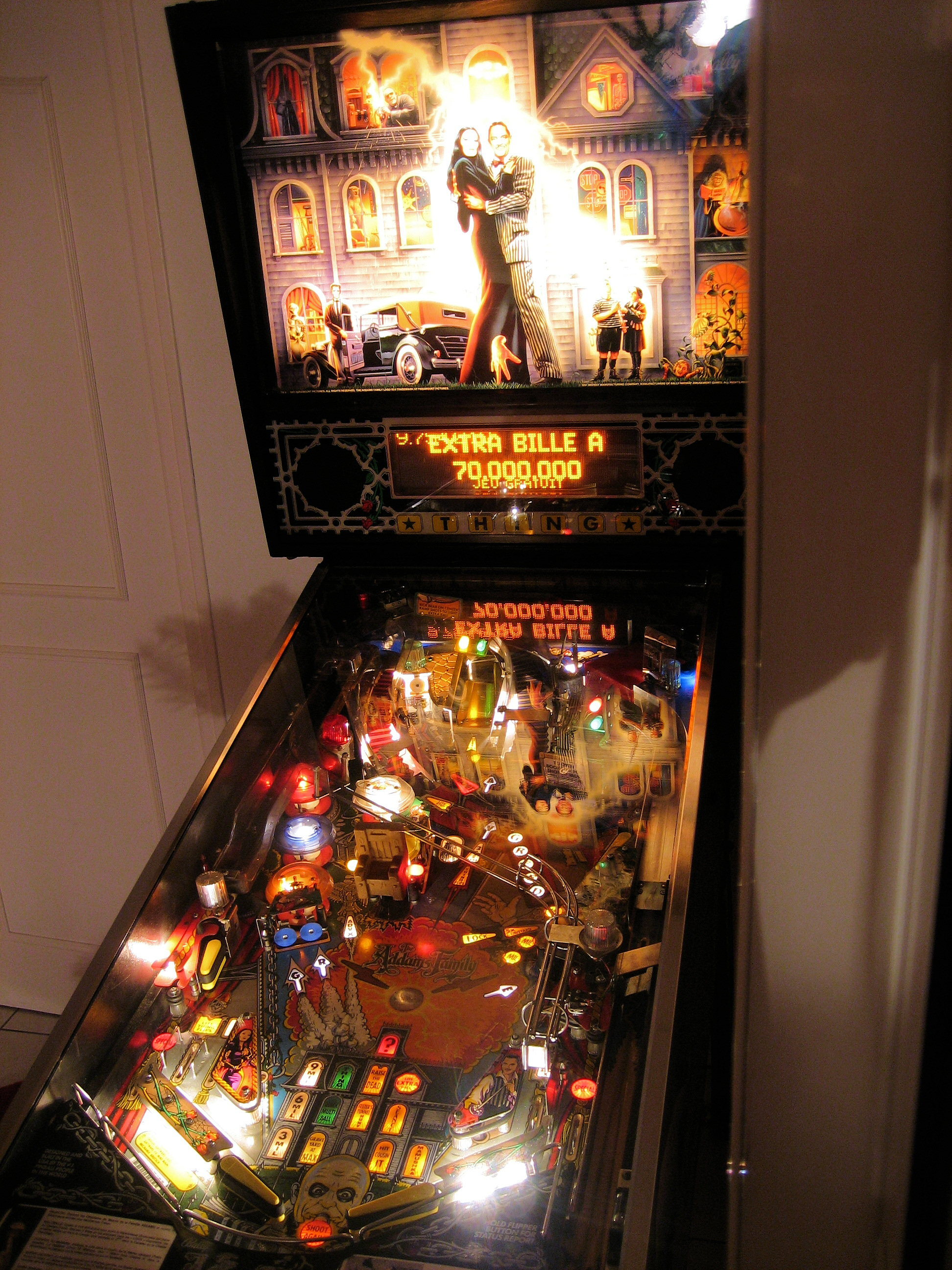

Flipper (pinball, limba engleză) este o varietate de joc mecanic interactiv, activat de regulă cu monede sau jetoane. Scopul jocului este menținerea într-un câmp acoperit de un panou de sticlă a uneia sau mai multor bile de metal, bile cu ajutorul cărora jucătorul câștigă puncte în funcție de țintele din câmp pe care reușește să le atingă. Pe lângă acest obiectiv, jucătorului i se mai pot acorda partide gratuite, sau bile suplimentare. Un fronton, de regulă abundent colorat, iluminat și ilustrat, servește vizualizării scorului.

## Componentele unui aparat de flipper

### Câmpul de joc
Câmpul de joc este o suprafață plană, înclinată cu 3 până la 6 grade față de jucător, cuprinzând numeroase ținte ce trebuiesc lovite repetat pentru a acumula puncte. Bila este propulsată în joc cu ajutorul manetei de lansare, cu arc. Odată pusă în joc, bila poate parcurge, de manieră aleatoare, orice directie de pe câmpul de joc, în funcție de obiectele din câmp de care se lovește, dar și de intervenția jucătorului. Pentru a readuce bila în partea superioară a platoului de joc, parte de unde ea tinde să cadă datorită legilor atracției gravitaționale, jucătorul manipulează mânerele, numite si flippere, care dau numele jocului în limba română, precum și alte limbi precum germana și franceza. Bila mai poate fi influențată și printr-o zgâlțâire a aparatului, manevră care însă abuzată conduce la situația nedorită de blocaj (tilt, lb. engl.), flipperele nemaiputând fi acționate și bila sfârșind prin a fi pierdută.

### Bile
Numărul bilelor incluse într-o partidă a variat cu timpul. La început acesta era 10, ulterior reducându-se la 5 și chiar 3, deși această opțiune rămâne la discreția operatorului aparatului. Numărul standard de bile în ultima perioadă este de 3 sau 5.
În Franța standard sunt 3 bile, în Luxemburg 4 iar în Belgia 5.

### Lansatorul de bile
Lansatorul de bile este o bara metalică dotată cu un resort care permite lansarea bilei în câmpul de joc. Acesta nu este un lansator rigid sau automat, diferite forțe de tragere a manetei respective imprimându-i bilei viteze de deplasare diferite, cu ajutorul cărora pot fi câștigate puncte suplimentare prin așa numite lovituri speciale(numite skill shots în engleză).

## Flipper de-a lungul timpului
Aparatele de flipper au fost exploatate inițial, ca multe alte jocuri mecanice, și ca automate de joc de noroc. Unele dintre aceste aparate de flipper ofereau jucătorului posibilitatea de a acumula partide gratuite, iar odată numărul acestora fiind suficient de mare ele puteau fi preschimbate în bani. 
Această facilitate a fost ulterior desființată, în speranța că jocul ar putea căpăta un statut mai serios, fiind înlocuită cu simple suplimentări ale numărului de bile care se regăsesc și în aparatele de flipper până în ziua de azi. Cu toate acestea, aparatele de flipper au fost deseori interzise sau supuse reglementărilor, în New York spre exemplu din anii '40 până în 1976, aidoma jocurilor cu manetă sau automatelor de poker. În 1976 Roger Sharpe, un cunoscut jucător al vremii a depus mărturie într-o sală de judecată susținând că în opinia lui flipperul nu mai putea fi considerat a fi un joc de noroc, demonstrându-le aceasta celor prezenți și comisiei nimerind una din ținte pe care și-o alesese în prealabil. Comisia a luat notă de schimbarea de nuanță, votând în favoarea ridicării interdicției asupra flipperului ca aparat de joc de noroc, o decizie ulterior repetată și de multe alte localități.
În ciuda acestei tendințe, unele așezări din Statele Unite încă le consideră jocuri de noroc, interzicându-le. Pe multe jocuri recente se precizează ca distracția fără miză pecuniară este singurul scop al acestor jocuri, astfel încât ele să poată fi folosite și de minori.